# Шмидт, Гертруд
Гертруд Шмидт (в замужестве — Лозе; нем. Gertrud Schmidt (Lohse); род. 18 июля 1942, Озоркув, Вартеланд) — восточногерманская легкоатлетка, выступавшая в беге на средние дистанции и кроссе. Участница летних Олимпийских игр 1964 года, бронзовый призёр Кубка Европы 1965 года. Двукратная рекордсменка мира.

## Биография
Гертруд Шмидт родилась 18 июля 1942 года в немецком городе Озоркув (сейчас в Польше).
Выступала в легкоатлетических соревнованиях за «Трактор» из Шверина. Пять раз становилась чемпионкой ГДР: трижды в беге на 400 метров на открытых стадионах (1963—1965), один раз в помещении (1965), один раз — в кроссе (1966).
Дважды становилась рекордсменкой мира: 19 июня 1968 года в Восточном Берлине в беге на 800 метров (2 минуты 3,2 секунды), 4 октября 1969 года в Котбусе в эстафете 4х800 метров вместе с Гунхильд Хоффмайстер, Вальтрауд Пёланд и Барбарой Вик.
В 1964 году вошла в состав Объединённой германской команды на летних Олимпийских играх в Токио. В беге на 400 метров в четвертьфинале заняла 4-е место, показав результат 55,1 секунды, в полуфинале — 4-е место (54,27), в финале — 7-е (55,4), уступив 3,4 секунды завоевавшей золото с олимпийским рекордом Бетти Катберт из Австралии.
В 1965 году завоевала бронзовую медаль Кубка Европы в Штутгарте в беге на 400 метров с результатом 54,9.
В 1969 году участвовала в чемпионате Европы в Афинах, выбыв в полуфинале бега на 800 метров (2.06,0).
По окончании выступлений работала учителем физкультуры, а затем тренером.

## Личный рекорд
- Бег на 400 метров — 53,8 (1965)[1]

## Семья
Муж — Клаус Лозе, восточногерманский тренер по лёгкой атлетике. Поженились в 1972 году.